# Повіт Нака (Канаґава)
Пові́т На́ка (яп. 中郡, なかぐん, МФА: [naka guɴ]) — повіт в префектурі Канаґава, Японія.